# Skriðuvatn
Skriðuvatn är en sjö på Island. Dess yta är 1,0 km2.